# (59001) Senftenberg
(59001) Senftenberg (1998 SZ35) – planetoida z pasa głównego asteroid okrążająca Słońce w ciągu 4,14 lat w średniej odległości 2,58 j.a. Odkryta 26 września 1998 roku.